# Spring Creek (Nevada)
Spring Creek est une census-designated place du comté d'Elko dans le Nevada.

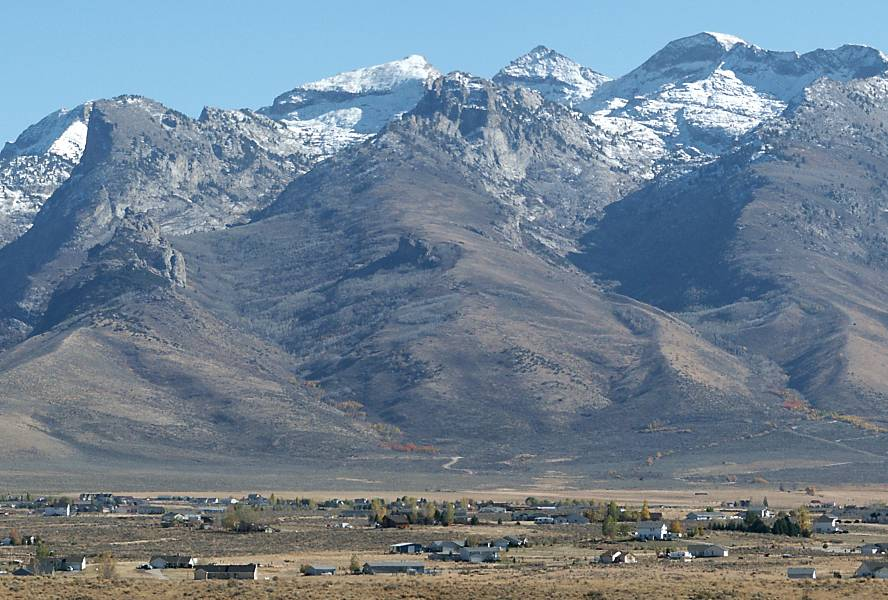
SpringCreek au pied de la chaîne Ruby.

Sa population était de 12 361 habitants en 2010.